# 3857 Селліно
3857 Селліно (3857 Cellino) — астероїд головного поясу, відкритий 8 лютого 1984 року.
Тіссеранів параметр щодо Юпітера — 3,511.